# Vítor Manuel Martins Baía
Vítor Manuel Martins Baía (São Pedro da Afurada, Vila Nova de Gaia, 15 d'octubre del 1969), més conegut com a Vítor Baía, és un exfutbolista portuguès que jugava en la posició de porter al FC Porto, al FC Barcelona i a la selecció portuguesa.

## Carrera esportiva
Baía debutà als 19 anys al FC Porto, substituint José Mlynarczyk en un partit de la Lliga portuguesa de futbol enfront del Vitoria Guimarães. Amb el FC Porto, Baía guanyà nombrosos títols nacionals portuguesos, a més d'aconseguir el rècord d'imbatibilitat de la lliga portuguesa amb 1.191 minuts.
Bobby Robson, que entrenava al FC Barcelona el fitxà per la temporada 1996-97, on amb l'equip català aconseguí la Recopa d'Europa (fou titular a l'equip que va guanyar la Final de la Recopa d'Europa de futbol de 1997 contra el Paris Saint Germain) i la Copa del Rei. Amb l'arribada de Louis Van Gaal a la banqueta blaugrana, Baía perdé la titularitat en favor de Ruud Hesp, any en què el FC Barcelona aconseguí el doblet de Lliga i Copa.
La temporada 1998/99 retornà al FC Porto on adoptà el dorsal 99. En la seva segona etapa a l'entitat portuguesa, Baía conquista nombrosos títols nacionals més, així com brillantment una Copa de la UEFA l'any 2003 i una Copa d'Europa i una Copa Intercontinental l'any 2004.
Baía es retirà del futbol l'any 2007 amb un últim títol de Lliga.

## Palmarès

### Campionats estatals
| Títol                  | Club         | Temporada                                                                                |
| ---------------------- | ------------ | ---------------------------------------------------------------------------------------- |
| 10 Lliga portuguesa    | FC Porto     | 1989/90, 1991/92, 1992/93, 1993/94, 1995/96, 1998/99, 2002/03, 2003/04, 2005/06, 2006/07 |
| 7 Supercopa portuguesa | FC Porto     | 1989/90, 1990/91, 1992/93, 1993/94, 2002/03, 2003/04, 2005/06                            |
| 5 Copa portuguesa      | FC Porto     | 1990/91, 1993/94, 1999/00, 2002/03, 2005/06                                              |
| 1 Lliga espanyola      | FC Barcelona | 1997/98                                                                                  |
| 2 Copa espanyola       | FC Barcelona | 1996/97, 1997/98                                                                         |
| 1 Supercopa espanyola  | FC Barcelona | 1996/97                                                                                  |

### Campionats internacionals
| Títol                   | Equip        | Temporada |
| ----------------------- | ------------ | --------- |
| 1 Copa d'Europa         | FC Porto     | 2003/04   |
| 1 Copa de la UEFA       | FC Porto     | 2002/03   |
| 1 Copa Intercontinental | FC Porto     | 2003/04   |
| 1 Recopa d'Europa       | FC Barcelona | 1996/97   |
| 1 Supercopa d'Europa    | FC Barcelona | 1997/98   |

### Distincions individuals
| Distinció                                 | Any        |
| ----------------------------------------- | ---------- |
| Millor futbolista portugués de l'any      | 1989, 1991 |
| Millor porter de la temporada per la UEFA | 2004       |